# Andra Kongokriget

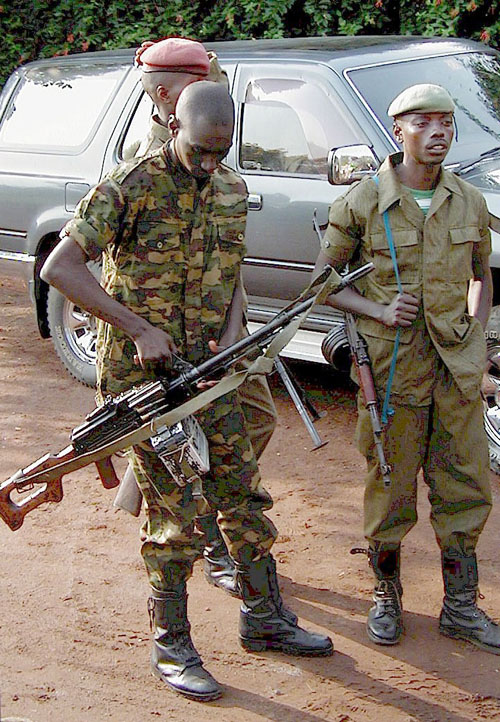
En soldat 2001 från Kongo-Kinshasa.

Andra Kongokriget var en av de blodigaste konflikterna i världen sedan andra världskriget. Det utspelade sig främst i Kongo-Kinshasa åren 1998–2003. 
I konflikten deltog nio afrikanska stater och omkring tjugo olika väpnade grupper. Man har uppskattat att bortåt fyra miljoner människor dog, huvudsakligen beroende på svält och sjukdomar förorsakade av detta krig som även kallats för Afrikas första världskrig. Miljoner flyktingar tvingades även lämna sina hem och söka asyl i grannländerna.

## Bakgrund
Vid ett flygattentat den 6 april 1994 omkom Rwandas och Burundis presidenter. Det var startskottet för folkmordet i Rwanda då nästan en miljon människor, merparten tutsier, dödades inom loppet av tre månader. Tutsirebeller lanserade en motoffensiv mot den hutuledda regeringen. En miljon flyktingar (huvudsakligen hutuer) tog sig över gränsen till östra Zaire (sedan 1997 Kongo-Kinshasa). Flyktinglägren där kom att domineras av interahamwemilisen (som iscensatt folkmordet i Rwanda) uppbackade av hutuer som tidigare ingått i den rwandesiska armén. Hutumilisen använde 1995 flyktinglägren som baser för nattliga räder in i Rwanda. Den nya tutsidominerade regimen i Rwanda protesterade mot dessa kränkningar av sitt territorium och började beväpna tutsifolket banyamulenge i östra Zaire.

### Första Kongokriget
Laurent-Désiré Kabila bildade 1996 Kongos befrielsearmé (AFDL) i östra Zaire för att kämpa mot president Mobutu Sese Seko när USA vid kalla krigets slut drog tillbaka sitt stöd till honom. Rwanda började också, tillsammans med Uganda, att pumpa in vapen och pengar i AFDL. AFDL-rebellerna jagade president Mobutu i landsflykt den 17 maj 1997. Landet återtog namnet Demokratiska republiken Kongo, informellt Kongo-Kinshasa, och Kabila blev president. 900 000 flyktingar återvände till Rwanda och Burundi.

## Krigets start
I slutet av juli 1998 skickade Kabila ut de rwandiska trupper som hjälpt honom till makten. Detta skapade oro bland Rwandas tutsidominerade regering och banyamulengefolket i östra Kongo. Den 2 augusti 1998 gjorde banyamulengesoldater i staden Goma myteri mot Kabila. Med stöd av Rwanda bildade man en välbeväpnad rebellgrupp, Samling för kongolesisk demokrati (RCD), med bas i Goma i Kivuregionen. Rwandas regering hävdade att delar av östra Kongo historiskt tillhört Rwanda och att Kabila planerade ett folkmord på deras fränder i Kivuregionen. En del av anklagelserna var grundade på Rwandas missnöje med hur Kabila hanterade interahamwemilisen och hur de fortfarande gjorde räder mot Rwandas civilbefolkning, de beskyllde honom för att till och med stöda milisen. Påståendena var inte helt ogrundade då Kabila hade fört en korrupt och tutsifientlig politik, kanske också på grund av det slöt flera olika grupper upp till upproret. RCD tog snabbt kontroll över städerna Bukavu och Uvira i denna region och rwandiska styrkor ockuperade, med stöd av Uganda och Burundi, samtidigt en del av nordöstra Kongo. Även Uganda backade upp rebellerna genom sina egna ombud i Kongos befrielserörelse (MLC).
Den hotade president Kabila sökte då stöd hos hutumilisen i östra Kongo och började hetsa den allmänna opinionen mot tutsifolket med ett flertal offentliga lynchningar som följd på Kinshasas gator. Men mer behövdes och Kabila fann sitt stöd hos José Eduardo dos Santos, Angolas president, Robert Mugabe, Zimbabwes president och Sam Nujoma, Namibias president, som hjälpte presidenten med vapen och trupper.
RCD-trupper flögs till regeringsbasen i Kitona vid atlantkusten, där andra myterister anslöt. Flera städer runt Kitona föll snart i rebellernas händer och med stöd av soldater från Rwanda och Uganda avancerade man även i östra Kongo. Den 13 augusti tog man kontroll över vattenkraftverket i Inga som försåg Kinshasa med elenergi och hamnstaden Matadi genom vilken Kinshasas livsmedelsförsörjning skedde. Den 23 augusti erövrade rebellerna diamantdistriktets huvudstad Kisangani och snart hade man avancerat till Kinshasas utkanter.

## Förlopp
Upproret liknade till stor del det som president Laurent-Désiré Kabila själv kommit till makten genom, det första Kongokriget. Andra Kongokriget var helt enkelt en följd av detta. Men den här gången gav sig än fler länder in i konflikten, upproret blev långdraget och utvecklades till en humanitär katastrof.

### Östra Kongo och tantal
Konflikten kom att till stor del utspela sig i den östra delen av Kongo och handla om vem som hade rätt till makten i området. Men att just detta området drabbades är knappast någon tillfällighet. Dels beror det på de långvariga spänningarna mellan hutu och tutsi, men också grupperna hema och lendu, som har gjort främst det östra Kongo till en orolig zon under lång tid. Området har också påverkats mycket av de gränsande ländernas etniska konflikter. Konflikten är i grund och botten ännu en maktkamp mellan olika etniska grupper i området. Men den viktigaste anledningen är att området är mycket mineralrikt och döljer stora rikedomar. Detta var naturligtvis något som lockade de sedan indragna länderna till att medverka i konflikten, eftersom de kunde få del av mineralerna. De inblandade länderna motiverade ofta ingripandet med att deras egna befolkningar behövde skyddas från diverse miliser och rebellgrupper (Angola och Namibia som kom till Kabilas stöd pekade till exempel på upprorsgruppen Unita som höll till i södra Kongo-Kinshasa), men deras intresse kan alltså ifrågasättas. Under andra Kongokriget har också naturresurserna i Kongo-Kinshasa exploaterats enormt och flera företag försöker driva på konflikten för att fortsatt kunna få tillgång på mineralerna. Den mineral som är mest eftertraktad och vars efterfrågan har ökat de senaste åren är tantal, som bland annat återfinns i mobiltelefoner.

### Nedtrappning
FN skulle skicka fredsstyrkor och påbörja avväpningen av de olika upprorsgrupperna 1999 enligt Lusakaavtalet. Men Kabilas bristande engagemang var en orsak till att mycket lite verkligen förändrades. I början av år 2001 mördades presidenten Laurent-Désiré Kabila av sin livvakt och sonen Joseph tog över makten. Så småningom började saker och ting hända och år 2002 kunde utländska styrkor officiellt lämna landet.

## Fred
En provisorisk författning antogs 4 april 2003 och satte formellt punkt för det krig som pågått sedan 1998. Författningen stadgade att Kongo under högst två och ett halvt år skulle styras av en samlingsregering med i princip alla betydande politiska krafter representerade. De dominerande politiska grupperna blev den tidigare regeringen under president Joseph Kabila, de båda rebellrörelserna Samling för kongolesisk demokrati, RCD (ofta kallad RCD-Goma efter den stad i östra Kongo där dess högkvarter ligger), Kongos befrielserörelse, MLC samt den civila oppositionen. Dessa fyra grupper fick var sin vicepresident och lika många mandat vardera i den provisoriska nationalförsamlingen, med sammanlagt 500 platser, och i senaten (120 platser).   
Två utbrytargrupper ur RCD, RCD-Befrielserörelsen och RCD-National, den löst sammansatta regeringstrogna jägarmilisen Mai-Mai samt "det civila samhället" blev också representerade i såväl regering som parlament.
I mitten av 2006 då omkring två miljoner troddes vara på flykt inom landet, en FN-styrka på 1700 man fanns på plats och rebellgrupper fortfarande hade kvar sin styrka, hölls det första valet på över 40 år. President och riksdagsmän skulle väljas och cirka 25 miljoner av Kongo-Kinshasas 65 miljoner invånare röstade. Joseph Kabila valdes till president och i början av 2007 blev den nya regeringen klar. Antoine Gizenga som var minister redan i den första regeringen efter självständigheten skulle leda den. Valet genomfördes utan några större problem.
I januari 2008 hölls en omfattande fredskonferens i Kivuregionen där alla inblandade närvarade. Konferensen ledde till ett undertecknande vilket ses som ett stort framsteg och att fred i området ska kunna uppnås. Avtalet innebär att alla berörda trupper ska dras tillbaka och människor som har flytt från området på grund av de olika upprorsgrupperna och andra länders inblandning ska få återvända till sina gamla hem. 

### Slut?
Konflikten har dragit med sig barnsoldater, massvåldtäkter och olika former av tortyr. Det rapporteras om fruktansvärda övergrepp på civilbefolkningen, bland annat att smält plast skulle hällas i kvinnors underliv och andra typer av brutala våldtäkter. Trots att större delen av de fyra miljoner som beräknats ha dött under konflikten har dött av svält och sjukdomar, dödar också rebellgrupperna mängder av civila. Orsakerna kan vara att de står i vägen för gruppernas framfart eller att de tillhör "fel" etniska grupp. Ofta drivs hela byar på flykt, vilket ger en ohållbar situation, då de mängder människor på flykt drabbas av fattigdom och svält och tvingas leva under hemska förhållanden. Men enligt vissa uppgifter skulle arméns soldater gjort sig skyldiga till värre övergrepp än gerillagrupperna. Även franska soldater, tillhörande den EU-ledda militära styrkan Artemis under 2003, har anklagats för tortyr och övergrepp. FN har en fredsbevarande styrka på plats, MONUC, där bland annat Sverige har deltagit med t.ex. soldater från Särskilda skyddsgruppen (SSG). EU:s militära styrka Eofor sattes också in i landet under valet 2006 på en andra begäran av FN som stöd till det hårt ansatta MONUC. I landet finns nu också olika humanitära organisationer som exempelvis ger stöd åt före detta barnsoldater, våldtagna kvinnor och flickor, men som också arbetar med konflikthantering. Men ännu är oroligheterna stora i den östra Kivuregionen, Kivukonflikten, där omkring 1 000 människor beräknas dö varje dag.